# Músicos do Brasil: Uma Enciclopédia Instrumental

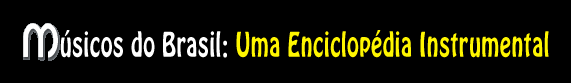
Músicos do Brasil: Uma Enciclopédia Instrumental (logotipo)

Músicos do Brasil: Uma Enciclopédia Instrumental é uma enciclopédia que reúne os principais instrumentistas brasileiros ou que atuaram diretamente no país. O projeto foi idealizado e desenvolvido a partir de setembro de 2007 por Maria Luiza Kfouri, pesquisadora de música brasileira que desde 2005 mantém o site Discos do Brasil – Uma Discografia Brasileira. Ana Luiza Amaral, Célia Cassis e João Abdalla são os redatores dos músicos vivos; Fernando Barcellos Ximenes redige a biografia dos músicos falecidos.
É um site de consulta sem fins lucrativos que conta com verbetes, ensaios escritos por especialistas e dissertações universitárias sobre grupos musicais, instrumentos, estilos e álbunss significativos. É patrocinado pela Petrobras através de seleção pública, e apoiado pela Lei Rouanet de Incentivo à Cultura.  É a primeira base de conhecimentos dedicada inteiramente à música instrumental brasileira de caráter popular, em todas as suas variantes e manifestações, desde a formação, no século XIX, até os dias de hoje.[carece de fontes?]